# Distrito de San Buenaventura
San Buenaventura es un distrito (municipio) situado en la provincia de Canta, en el departamento de Lima, Perú. Según el censo de 2017, tiene una población de 555 habitantes.

## Historia
El distrito fue creado mediante Ley de fecha 4 de agosto de 1857, en el segundo gobierno del Presidente Ramón Castilla.

## Geografía
Tiene una superficie de 106.26 km² y está ubicado a una altitud de 2505 metros sobre el nivel del mar. Su capital es el pueblo de San Buenaventura.

## Autoridades

### Municipales
- 2023-2026
  - Alcalde: Eleazar Santiago Zevallos, Movimiento Concertación para el Desarrollo Regional (CDR)
- 2015-2018
  - Alcalde: Julio Otárola Barreto, del Movimiento Siempre Unidos.

- 2011-2014[3]
  - Alcalde: Eleazar Santiago Zevallos, Movimiento Concertación para el Desarrollo Regional (CDR).[4]
- 2007-2010[5]
  - Alcalde: Aníbal Ramón Ruffner, Movimiento Concertación para el Desarrollo Regiona (CDR).
- 2003-2006
  - Alcalde: Aníbal Ramón Ruffner, Movimiento político Frente de Integración y Desarrollo Canteño.
- 1999-2002
  - Alcalde: Samuel Ramón Ruffner, Movimiento Trabajo y Acción para el Desarrollo de las Comunidades y Centros Poblados.
- 1996-1998
  - Alcalde: Hermes Velásquez Meruvia, Lista independiente N.º 17 Honestidad y Progreso.
- 1993-1995
  - Alcalde: Hermes Chinchay Aliaga, Lista independiente Trabajo y Honradez.